# Nikolina Lukić
Nikolina Lukić (ur. 18 sierpnia 1994) – serbska siatkarka, grająca na pozycji przyjmującej.

## Sukcesy klubowe
Puchar Serbii:
- 2012, 2013, 2014, 2019, 2023

Mistrzostwo Serbii:
- 2012, 2013, 2019
- 2014, 2018, 2022
- 2015

Superpuchar Serbii:
- 2019

## Sukcesy reprezentacyjne
Mistrzostwa Europy Kadetek:
- 2011

Mistrzostwa Świata Kadetek:
- 2011

Mistrzostwa Europy Juniorek:
- 2012